# Bečváry
Bečváry (en allemand : Betschwar) est une commune du district de Kolín, dans la région de Bohême-Centrale, en République tchèque. Sa population s'élevait à 1 036 habitants en 2020.

## Géographie
Bečváry se trouve à 9 km au nord d'Uhlířské Janovice, à 12 km au sud-ouest de Kolín, à 14 km à l'ouest de Kutná Hora, à 20 km au sud-ouest de Kolín et à 48 km à l'est-sud-est de Prague.
La commune est limitée par Dolní Chvatliny au nord, par Kořenice au nord-est, par Suchdol à l'est, par Rašovice au sud, par Drahobudice au sud-ouest et par Zásmuky à l'ouest. Les quartiers de Hatě et Horní Jelčany forment une section séparée du reste de la commune, limitée par Zásmuky au nord-ouest, par Drahobudice au nord-est et à l'est, par Rašovice au sud-est, et par Vavřinec au sud et au sud-ouest.

## Histoire
La première mention écrite de la localité date de 1265.

## Administration
La commune se compose de cinq quartiers :
- Bečváry
- Červený Hrádek
- Hatě
- Horní Jelčany
- Poďousy